# Pat-a-pan
Pat-a-pan o Patapan è il titolo con cui è comunemente noto il brano Guillô, pran ton tamborin! (= “Guillô/Guillaume/Guglielmo, prendi il tuo tamburo”), un tradizionale canto natalizio francese (in particolare della Borgogna), scritto intorno al 1700 dal poeta Bernard de La Monnoye (1641 – 1728)  sulla melodia di Ma mère, enfin, mariez-moi
“Pat-a-pan” è la riproduzione, nel testo, del suono di un tamburo (cfr. il "pa-rum-pa-pum-pum" di The Little Drummer Boy).

## Testo
Il testo, che si compone di 4 strofe ed è di carattere religioso, ha delle evidenti analogie con The Little Drummer Boy: due ragazzi (probabilmente due pastori) di nome Guillaume (Guillô) e Robin (Rôbin) festeggiano il giorno in cui si ricorda la nascita di Gesù al suono rispettivamente di un tamburo e di un flauto.
Se – come detto – pat-a-pan è una parola onomatopeica che riproduce il suono di un tamburo, la parola turelurelu riproduce quello di un flauto:

### Testo originale
Guillô, pran ton tamborin;

Toi, pran tai fleúte, Rôbin!

Au son de cé instruman,

Turelurelu, patapatapan,

Au son de cé instruman

Je diron Noei gaiman
C' étó lai môde autrefoi

De loüé le Roi dé Roi,

Au son de cés instruman,

Turelurelu, patapatapan,

Au son de cés instruman,

Ai nos an fau faire autan.
Ce jor le Diale at ai cu

Randons an graice ai Jesu

Au son de cés instruman,

Turelurelu, patapatapan,

Au son de cés instruman,

Fezon lai nique ai Satan.
L'homme et Dei son pu d'aicor

Que lai fleúte & le tambor.

Au son de cés instruman,

Turelurelu, patapatapan,

Au son de cés instruman,

Chanton, danson, sautons-an.

### Testo moderno (prima strofa)
Guillaume, prends ton tambourin

Toi, prends ta flûte, Robin

Au son de ces instruments

Turelurelu, patapatapan

Au son de ces instruments

Je dirai Noël gaîment.
[...]

### Traduzione
“Guillaume, prendi il tuo tamburo

Tu, prendi il tuo flauto, Robin.

Al suono di questi strumenti

Turelurelu, patapatapan

Al suono di questo strumenti

Dirò “Natale” allegramente.
[...]”

## Versioni in inglese
Il brano ha avuto varie traduzioni in lingua inglese:  quattro portano il titolo di Pat A Pan (due sono di autore anonimo, una è a cura di Keyte e Parrott, editori nel 1992 del The New Oxford Book of Carols, un'altra di Percy Deamer), due (a cura di John Brush, in The Children's Book of Carols del 1988, l'altra a cura di Janet E. Tobitt) il titolo di Willie Take Your Little Drum John, un'altra (a cura di George R. Woodward) il titolo di Hob & Cobin, Yule Is Come.
Nelle varie traduzioni – salvo l'ultima citata – “Guillô” diventa “Willie”.
Come esempio, riportiamo una delle versioni anonime:
Willie, bring your little drum;

Robin, bring your flute and come;

And be merry while you play,
Tu-re-lu-re-lu,

Pat-a-pat-a-pan,

Come be merry while you play,

Let us make our Christmas gay!
When the men of olden days

To the King of Kings gave praise,

On the fife and drum did play,
Tu-re-lu-re-lu,

Pat-a-pat-a-pan,

On the fife and drum did play,

So their hearts were glad and gay!
God and man today become

More in tune than fife and drum,

So be merry while you play,
Tu-re-lu-re-lu,

Pat-a-pat-a-pan,

So be merry while you play,

Sing and dance this Christmas day!

## Versioni discografiche
Il brano è stato inciso, tra gli altri, da:
- Michelle Amato
- Leroy Anderson
- Julie Andrews
- David Archuleta
- Connie Brown
- Orchestra di Cleveland
- Charlotte Diamond
- Kevin Dorsey
- David HB Drake
- Empire Brass
- Steve Eulberg
- Fireside Singers
- Martha Gallagher
- James Galway
- Melinda Johnson
- The London Symphony Orchestra
- Mannheim Steamroller
- Jerry Marchand
- Suzanne McDermott
- Mormon Tabernachle Choir
- Claire Rivero
- Starlight Pop Orchestra
- UCLA Madrigale Singers
- Joyce Valentine